# Транспорт Воронежа
Воронеж — крупный транспортный узел. Город занимает выгодное географическое положение в междуречье рек Воронежа и Дона. Важное значение в транспортном сообщении города, особенно после создания в 1972 году Bоронежского водохранилища, занимают мосты.

## Железная дорога

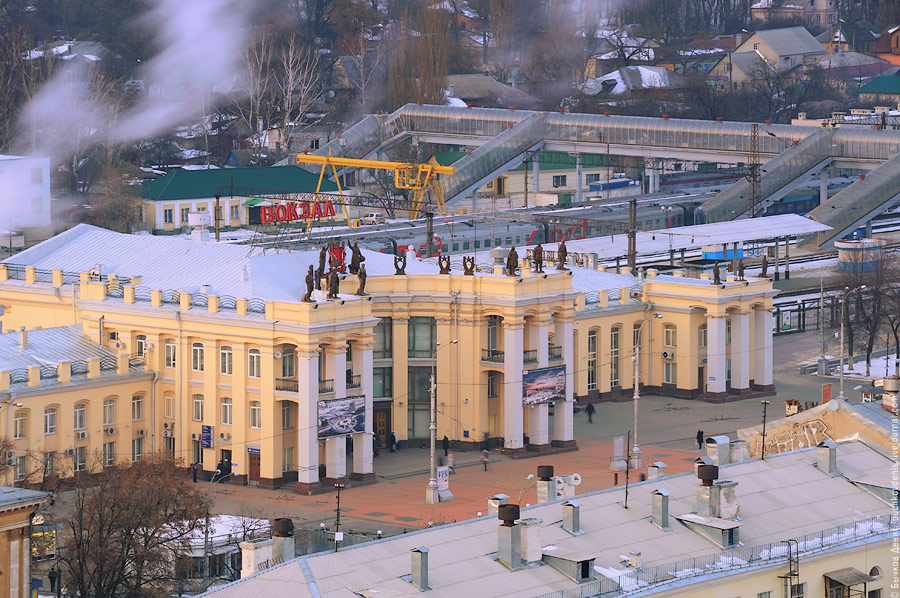
Вокзал Воронеж I

В августе 1866 года российское правительство разрешило строительство железной дороги Козлов-Воронеж. Работы по её созданию начались весной 1867 года. 20 декабря 1867 (1 января 1868) воронежцы смогли увидеть прибытие первого «пробного» поезда. В январе 1868 года железнодорожные линии соединили Воронеж с Москвой, а регулярное движение пассажирских поездов между Воронежем и Москвой началось в начале февраля 1868 года. Железнодорожная станция в Воронеже была торжественно открыта 30 января , между Воронежем и Ростовом-на-Дону — в 1871 году.
В Воронеже размещены три железнодорожных вокзала на железнодорожных станциях Воронеж 1(прибытие и отправление пригородных поездов южного и северного направлений, поездов дальнего следования, конечным и начальным пунктом которых является Воронеж; нескольких транзитных поездов,  следующих с западного направления, а также незначительного количества поездов, следующих по главному ходу ЮВжд в направлении "Москва-Юг"); пассажирский терминал ст. Придача вокзал Воронеж-Южный, и Воронеж-Курский (отправление и прибытие пригородных поездов западного направления). На территории левого берега железная дорога проходит через тоннель, проложенный под улицей Димитрова.

## Автомобильное сообщение
Через Воронеж проходят автомагистраль М4 «Дон» (по объездной дороге) и трасса А144 регионального значения «Курск-Воронеж-Саратов». От города отходят автодороги Р-194 «Воронеж-Луганск» и Р-193 «Воронеж-Тамбов». Работают два автовокзала и одна автостанция: Центральный автовокзал, Левобережный автовокзал и Юго-западная автостанция.

## Воздушное сообщение
Аэропорт «Воронеж» находится рядом с селом Чертовицы, в 5 км от города. С 1995 года аэропорт имеет статус «международного» Из него ежедневно осуществляются рейсы на Москву, в другие города России и мира.
В Левобережном районе расположен аэродром совместного базирования Придача.

## Городской транспорт
К концу XIX века в Воронеже действовала конно-железная дорога. В 1926 году начал перевозить пассажиров трамвай, а в 1960 году — троллейбусы. В 2005—2009 годы трамвайный транспорт был практически полностью ликвидирован. 15 апреля 2009 года трамвайное движение было закрыто окончательно. С большинства основных городских улиц убраны трамвайные рельсы. Демонтаж трамвайных рельсов с улиц Кольцовской и Ворошилова потребовал выделения из городского бюджета около 95 млн рублей. Воронеж стал самым крупным городом в России и Европе (и единственным городом-миллионером), в котором отсутствует городской рельсовый транспорт (ранее таковым был город Тольятти).
Современный городской транспорт города представлен автобусами и маршрутными такси, в основном, частных компаний, а также муниципальными троллейбусами. Доля муниципального транспорта на городском рынке пассажирских перевозок мала.
В советское время в городе предполагалось создание скоростного трамвая (в перспективе — метрополитена), для которого был оставлен задел на верхнем ярусе Северного моста. Согласно генеральному плану города, принятому в 2008 году, предполагается использовать верхний ярус для запуска лёгкого метро. Также в 2008 году местными властями было объявлено, что в городе в порядке частно-государственного инвестиционного партнёрства будет создан «с нуля» легкий рельсовый транспорт в виде скоростного трамвая, для которого в 2008—2014 гг. компанией «Мостгеоцентр» были разработаны проекты (общей длиной линий 30,8 км и также с использованием Северного моста). В 2017 году в рамках пилотной площадки для реализации российско-японских проектов по модернизации городского пространства с участием японских специалистов разработан новый проект создания лёгкого метро (с первой линией длиной 20 км с 18 станциями подземно от парка спорткомплекса «Олимпик» через Московский проспект, площадь Ленина, проспект Революции, вокзал Воронеж-1, Северный мост и далее наземно до района магазина «Метро» на улице Остужева, для которой готовится технико-экономическое обоснование и которая может быть сооружена за 5 лет и 35 млрд рублей, включая 7 млрд рублей на подвижной состав.

## Дороги
Летом 2007 года из городского, областного и федерального бюджетов на ремонт воронежских дорог было потрачено 1 миллиард 270 миллионов рублей. Тем не менее большинство дорог Воронежа было разрушено и требовало капитального ремонта. 29 июня 2010 года старший помощник прокурора Воронежской области Михаил Усов сообщил о направлении прокуратурой Воронежа исковых заявлений в суд о приведении автомобильных дорог на девяти улицах Воронежа требованиям Государственного стандарта РФ.